# March (Brisgovia)
March es un municipio en el distrito de Brisgovia-Alta Selva Negra en Baden-Wurtemberg, Alemania.

## Historia
March es un municipio joven con tradición vieja. El 1 de diciembre de 1973 los pueblos anteriormente independientes Buchheim, Holzhausen, Hugstetten y Neuershausen se fusionaron para formar el municipio unitario March. Para el topónimo no era necesario ninguna creación artificial, porque la región conocida como March ("área rodeada") y sus pueblos ya existía en la Edad Media.

## Geografía
Está ubicado aproximadamente 8 km al noroeste del centro de la ciudad de Friburgo de Brisgovia en el Marchhügel. El municipio March consiste de los pueblos Buchheim, Holzhausen, Hugstetten y Neuershauseen y está idealmente ubicado entre la metrópoli regional Friburgo y la Selva Negra por un lado y el Kaiserstuhl por otro.